# Musa kattuvazhana
Musa kattuvazhana är en enhjärtbladig växtart som beskrevs av K.C.Jacob. Musa kattuvazhana ingår i släktet bananer, och familjen bananväxter. Inga underarter finns listade i Catalogue of Life.